# پادشاهی یونانی باختری
پادشاهی یونانی باختری یا پادشاهی یونانی بلخی (یونانی: Βασιλεία τῆς Βακτριανῆς، ت. «پادشاهی باختر»)، شرقی‌ترین بخش جهان یونانی در آسیای میانه، یک دولت باستانی بود که از سال ۲۵۰ تا ۱۲۵ پ.م. بر بیشتر افغانستان، ازبکستان، تاجیکستان، ترکمنستان و مناطقی از ایران، پاکستان و هند امروزی فرمان می‌راند. و توسط ساتراپ سلوکی دیودوتوس اول سوتر تأسیس شد. پایتخت این دولت، شهر بلخ بود که بزرگ‌ترین و غنی‌ترین شهر دوران باستان به‌شمار می‌رفت. پادشاهی باختر با عنوان «امپراتوری هزارشهر طلایی» معروف است.

## استقلال از امپراتوری سلوکی

اوج پهناوری پادشاهی یونانی باختری

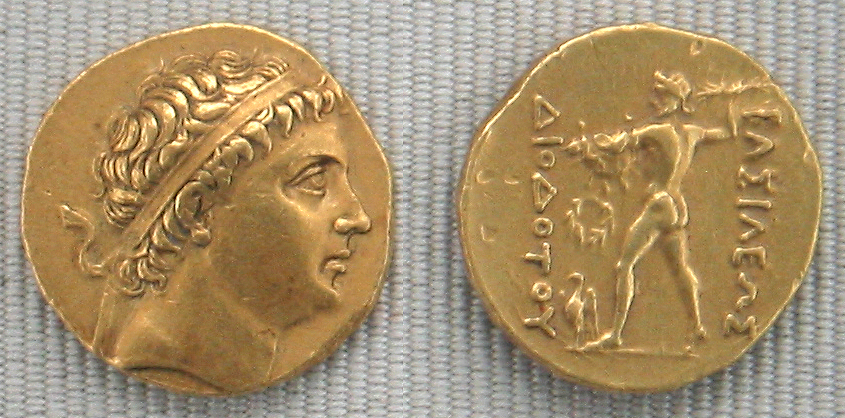
سکه طلایی دیودوتس یکم. ۲۴۵ پ.م.. با شرح یونانی: ΒΑΣΙΛΕΩΣ ΔΙΟΔΟΤΟΥ – «شاه دیودوتس».

دیودوتس ساتراپ باختر و مناطق اطراف، در حدود سال‌های دویست و پنجاه پ.م. از سلوکیان اعلام استقلال کرد و به عنوان شاه دیودوتس یکم برتخت نشست. در منابع باستانی، تاریخ دقیق استقلال باختر مشخص نیست. معمولاً تاریخی میان ۲۵۵ پ.م. تا ۲۴۶ پ.م. را به عنوان سال استقلال آن‌ها در نظر می‌گیرند. پیدا شدن تعداد کمی از سکه‌های آنتیوخوس دوم در باختر در ۲۵۵ پ.م. احتمال دقیق‌تر بودن این تاریخ را بیشتر می‌کند.
در پادشاهی باختر، از آنجایی که بیشتر مردم باختر شهرنشین بودند، به عنوان یکی از ثروتمندترین پادشاهی‌های خاورزمین در نظر گرفته می‌شود. ژوستینوس، تاریخ‌نگار رومی آن را پادشاهی هزار شهر باختر توصیف می‌کند.
در سال ۲۴۷ پ.م. بطلمیوسیان مصر، پایتخت سلوکیان، انطاکیه را تصرف کردند. با توجه به وضعیت نابه سامان سلوکیان، آندراگوراس، ساتراپ پارت اعلام استقلال کرده و خود را پادشاه اعلام کرد. با این حال، ده سال بعد، ارشک یکم، بنیان‌گذار شاهنشاهی اشکانی، پارت را تصرف کرد. این مسئله باعث شد تا ارتباط سلوکی‌ها با باختر قطع شود.
قدرت یونانیانی که رهبر شورش مردم باختر شدند، به لطف ثروتمند بودن منطقه به سرعت فزونی یافت و آن‌ها نه تنها ارباب آریانا شدند که هند نیز تحت فرمان آن‌ها درآمد. همان‌گونه آپولودوروس می‌گوید، به‌زودی مردمی که زیر فرمان آنان بودند، از مردم تحت فرمان اسکندر بیشتر شدند.— استرابون
دیودوتس در سال ۲۴۰ پ.م. درگذشت و دیودوتس دوم، فرزند او، به جایش برتخت نشست. او با ارشک یکم علیه سلوکیان متحد شد:
مدت کوتاهی پس از مرگ دیودوتس، ارشک با پسر او پیمان صلح و اتحاد بست. اندکی بعد، سلوکوس برای سرکوب شورشیان به آن منطقه حمله کرد، اما شکست خورد. ایرانیان این روز به عنوان روز آزادیشان جشن می‌گیرند.— ژوستینوس

## سقوط دیودوت‌ها

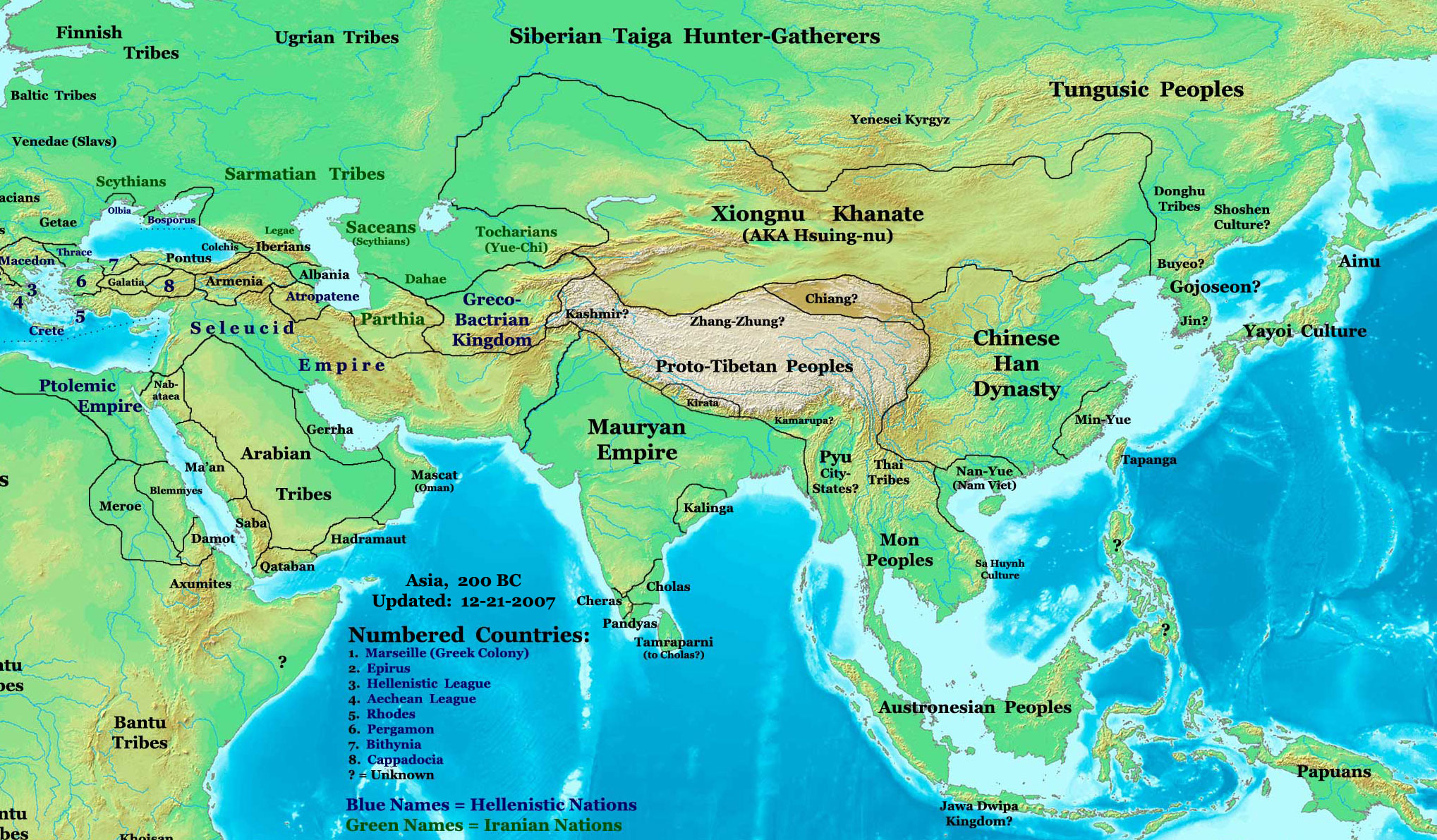
آسیا در ۲۰۰ پ.م. نقشه پادشاهی یونانی باختری و همسایگانش

مطابق نوشته‌های پولیبیوس، اوتیدموس یکم از یونانی‌های ماگنزیا و ساتراپ سغد بود که بعد از شکست دادن دیودوتس دوم، حکمرانی خاندان دیودوت را به‌پایان رسانیده و دودمان جدیدی را تأسیس کرد که با حکمرانی خودش شروع می‌شد. او از ۲۲۲ تا ۱۹۰ پ.م. سلطنت کرد و ساتراپی سغد و اسکندریه اسخاته را به باختر افزود.
و آن‌ها همچنین سغد، واقع در شمال باختر که میان دو رود اکسوس، و لاکزارت قرار داشت، را بدست آوردند. اکسوس مرز سغد با باختر و لاکزارت مرز سغد با کوچ‌نشین‌های تخاری را نیز تشکیل می‌داد.— استرابون

### حمله سلوکیان

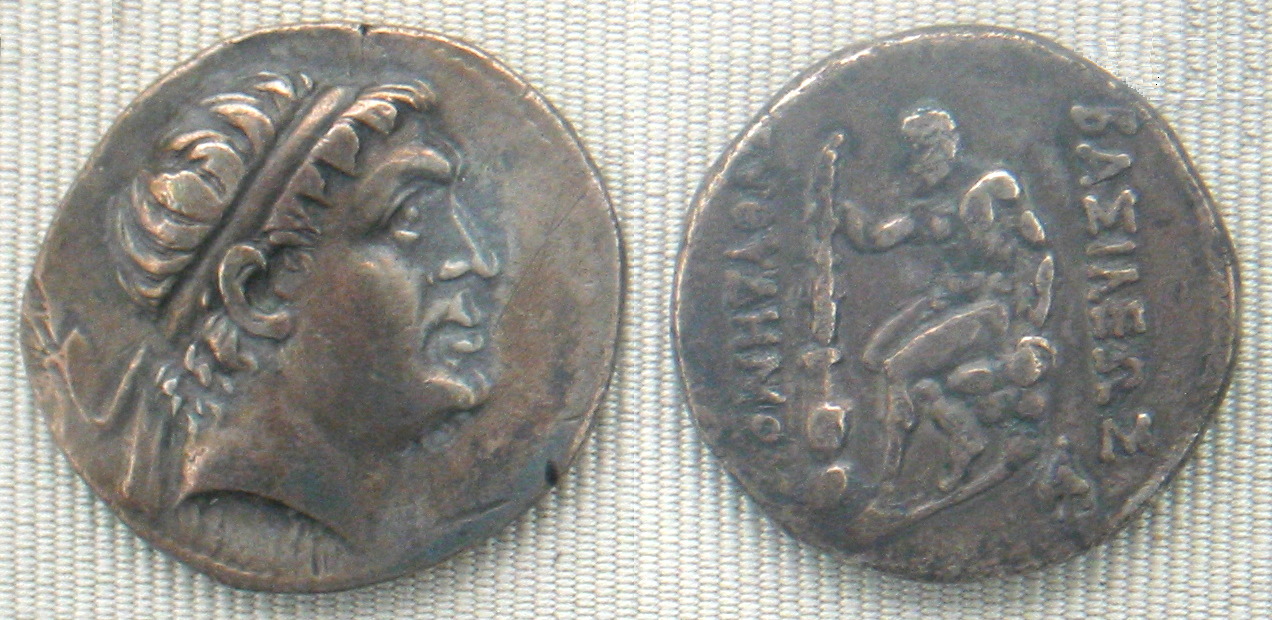
سکه اوتیدموس یکم پادشاه یونانی باختری ۲۳۰–۲۰۰ پ.م. با شرح: ΒΑΣΙΛΕΩΣ ΕΥΘΥΔΗΜΟΥ – «شاه اوتیدموس».

در ۲۱۰ پ.م. اوتیدموس توسط آنتیوخوس سوم سلوکی مورد حمله قرار گرفت، او با ۱۰ هزار سوار به مقابله با آنتیوخوس رفته و در نزدیک هریرود مقابل لشکر سلوکیان رسید اما در نبرد شکست خورد و مجبور به عقب‌نشینی شد؛ اوتیدموس به‌مدت سه سال در شهر مستحکم باختر به دفاع پرداخت و با موفقیت در برابر محاصره سلوکیان مقاومت کرد. سرانجام آنتیوخوس تصمیم گرفت اوتیدموس را به رسمیت بشناسد و در ۲۰۶ پ.م. یکی از دختران خود را به عقد دیمیتریوس پسر وی درآورد. اوتیدموس با زیرکی در مذاکره با آنتیوخوس و با بیان این‌که دیودوتس بر علیه سلوکی‌ها شوریده بود نه او، همچنین این‌که وجود او می‌تواند، مانند سدی در برابر تهدید کوچ‌نشین‌های آسیای میانه باشد، توانست نظر آنتیوخوس را برای پذیرش صلح جلب کند:
… زیرا اگر آنتیوخوس به این خواسته تن نمی‌داد، هیچ‌یک از دو طرف در امان نمی‌بودند: کوچ‌نشین‌های آسیای میانه قطعاً وحشی بودند، که اگر وارد کشور می‌شدند تهدیدی برای حکومت و مردم بود و خطری برای هر دو طرف به‌شمار می‌رفت.— پولیبیوس
به دنبال خروج ارتش سلوکی، قلمرو باختر نیز گسترش یافت. در غرب، مناطق پارت‌ها که ارتش‌شان توسط آنتیوخوس بزرگ تارومار شده‌بود، همراه با چند ساتراپی اطراف باختر به‌دست اوتیدموس افتاد.

## گسترش پادشاهی

### فتوحات دمتریوس

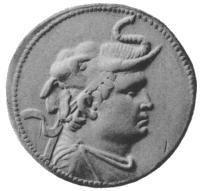
سکه نقره ای که دیمیتریوس یکم باختر را نشان می‌دهد، حدود ۲۰۰–۱۸۰ پ.م. با پوست سر فیل، نماد فتوحات وی در شمال غربی شبه‌قاره هند است.

پسر اوتیدموس، دیمتریوس بنای جهان‌گشایی را در این قسمت از آسیا گذارد. از طرف شمال از سُغد گذشته به فونیان رسید و به سرزمین تخارها در آن طرف سیردریا دست انداخت و بعد به راهی که از تاریم و سزرمین تاتارها می‌گذشت چیرگی یافت. در جنوب هم یونانی‌های هند را تا سندوپتاله رانده و مملکتی وسیع بدست آورد. مقصود یونانی‌های باختر این بود که بین اقیانوس هندوچینی‌ها میانجی دادوستد بازرگانی باشند. در این زمان رشد و ترقی باختر فوق‌العاده بود.

#### تسخیر شبه‌قاره هند (پس از ۱۸۰ م)
دیمیتروس، پسر آیتیدیوم، از سال ۱۸۰ پ.م. چند سال پس از سرنگونی امپراتوری موریا توسط خاندان شونگا، حمله به شبه‌قاره را آغاز کرد. مورخان دربارهٔ انگیزه‌های این حمله اختلاف نظر دارند. برخی از مورخان اظهار داشتند که حمله به شبه‌قاره برای نشان دادن حمایت آنها از امپراتوری موریا و محافظت از ایمان بودایی در برابر آزار و اذیت‌های مذهبی شانگاها بود که توسط کتاب مقدس بودایی (تارن) ادعا شده است.

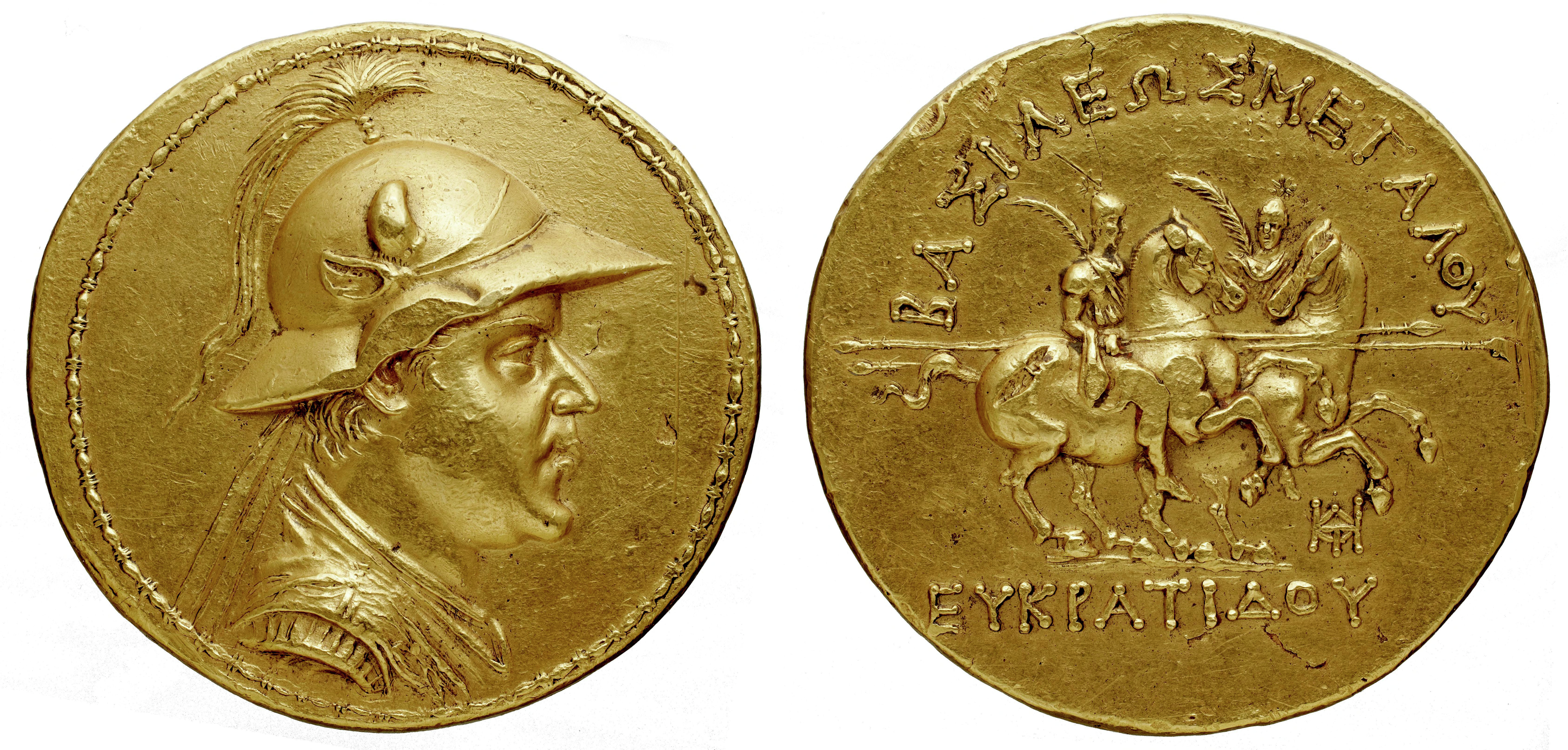
طلای ۲۰-استاتر با تصویر اوکراتید یکم (۱۷۱–۱۴۵ پ. م) این سکه با وزن ۱۶۹٫۲ گرم و قطر ۵۸ میلی‌متر، بزرگ‌ترین سکه طلای شناخته شده از دوران باستان است. پشت سکه دیئوسکوری سوار بر اسب را نشان می‌دهد.

دیری نگذشت که برای دمتریوس یک نفر مدعی اِوکراتید نام پیدا شد. او ضد دمتریوس قیام کرده، تاج و تخت باختر را غصب کرد. این شخص هم خیلی کاری بود، ولی بدست پسرش هلی‌اُکُل کشته شد. بعد مقارن این احوال مهرداد یکم اشکانی، نظری به باختر انداخته، در صدد برآمد، که آن را مانند زمان قبل از اسکندر به پارت ضمیمه کند. چنین هم شد، زیرا یونانی‌ها مجبور گشتند باختر را به اشکانیان داده و خودشان به‌طرف جنوب رفته، در کابل برقرار شوند. (۱۳۹ ق. م).

### سنگ‌نبشته کولاب
در کتیبه‌ای که در منطقه کولاب تاجیکستان، در شرق یونانی باختری یافت شده و مربوط به سالهای ۲۰۰–۱۹۵ پ.م. است. در این کتیبه یونانی‌ای به نام هلیودوتوس، که محراب آتش را به حستیا اختصاص داده است، از آیتیدیوم بعنوان بزرگ‌ترین پادشاه نام می‌برد و پسرش دیمیتریوس اول به عنوان «دیمیتریوس کالینیکوس» را «دیمیتریوس، فاتح باشکوه» یادکرده است:
| برگردان متن (فارسی) | !متن اصلی (یونانی) |
| --- | --- |
| هلیودوتوس این محراب معطر را برای درختی زیبا، با نام درخشان خدا الهه زئوس، و در میان نخل‌ها، برای حستیا تقدیم کرد. او آزادی‌ها و فداکاری‌ها را انجام داد تا بزرگ تمام پادشاهان، آیتیدیوم و همچنین پسر با شکوه و پیروزش، دمیتریوس، با کمک چشمگیر اندیشه‌های الهی از همه دردها حفظ شود."— کتیبه کولاب، ۲۰۰–۱۹۵ق. م. | τόνδε σοι βωμὸν θυώδη, πρέσβα κυδίστη θεῶν Ἑστία, Διὸς κ(α)τ᾽ ἄλσος καλλίδενδρον ἔκτισεν καὶ κλυταῖς ἤσκησε λοιβαῖς ἐμπύροις Ἡλιόδοτος ὄφρα τὸμ πάντων μέγιστον Εὐθύδημον βασιλέων τοῦ τε παῖδα καλλίνικον ἐκπρεπῆ Δημήτριον πρευμενὴς σώιζηις ἐκηδεῖ(ς) σὺν τύχαι θεόφρον[ι] |
| | |

## شاهان

### خاندان دیودوت
فرمانروایان باختر، سغد، فرغانه، آراخوزیا
- دیودوتس یکم (سوتر اول)؛ [۲۳۵-۲۵۵ پ.م]
- دیودوتس دوم (سوتر دوم)؛ [۲۲۵-۲۳۵ پ.م.]

### خاندان آیتیدیوم
فرمانروایان باختر، سغدیانه، فرغانه، اراکوزیا
- آیتیدیوم اول (سوتر سوم)؛ [۱۹۰-۲۲۰ پ.م]
- دیمتریوس اول (سوتر چهارم)؛ [۱۸۱-۱۹۰ پ.م.]
- آیتیدیوم دوم (سوتر پنجم)؛ [۱۷۵-۱۸۱ پ.م.]
- دیمتریوس دوم (سوتر ششم)؛ [۱۷۰-۱۷۵ پ.م.]
- آنتی‌ماخوس اول (سوتر هفتم)؛ [۱۶۵-۱۷۵ پ.م.]

### خاندان ایوکراتید
فرمانروایان باختر و سغد
- ایوکراتید اول (سوتر هشتم)؛ [۱۵۰-۱۶۵ پ.م.]
- ایوکراتید دوم (سوتر نهم)؛ [۱۴۵-۱۵۵ پ.م.]
- هلی‌اکل اول (سوتر دهم)؛ [۱۳۰-۱۴۵ پ.م.]

## ارتش

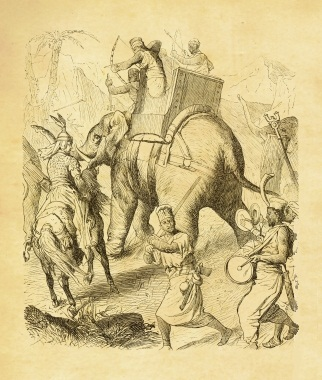
فیل جنگی هند با برج چوبی.

قبل از فتح باختر توسط یونان، ارتش‌های باختر اکثراً از سواران تشکیل شده‌بودند و به عنوان سربازان مٶثر شناخته می‌شدند که بخش‌های زیادی از درگیری‌های سواره نظام هخامنشیان را تشکیل داده‌بودند. ۲۰۰۰ سوار باختری تحت فرماندهی بسوس علیه اسکندر و ۹۰۰۰ نفر در نبرد گوگمل در جناح چپ ارتش داریوش جنگیدند. هرودوت همچنین به استفاده گسترده از ارابه در میان باختری‌ها اشاره می‌کند. پس از فتح باختر توسط اسکندر، یگان‌های سواره نظام باختر در حمله به هندوستان و پس از لشکرکشی هند در ارتش وی خدمت کردند. اسکندر با افزودن باختری‌ها، سغدی‌ها و سایر سواران سوار آریانا، ارتش نخبه خود را بزرگ کرد. هم آشیلوس و هم کورتیوس اشاره می‌کنند که باختر می‌توانست ۳۰۰۰۰ سوارکار بفرستد. بیشتر این سوارکاران سبک مسلح بودند، قبل از استفاده از شمشیر و نیزه از تیر و کمان استفاده می‌کردند.
اسکندر و سلوکوس اول هر دو یونانی‌هایی را در باختر ساکن کردند، در حالی که ترجیح می‌دادند مهاجران مقدونی خود را در غرب نگه‌دارند. پادگان‌های یونان در ساتراپی باختر در قلعه‌هایی با نام فروریا و در شهرهای بزرگ اسکان می‌دادند.
ارتش پادشاهی باختر یک نیروی چند قومی بود که بازوی اول آنرا واحدهای فالانژی پیاده‌نظام مسلح به نیزه شکل می‌داد. بازوی دوم ارتش سواره‌نظام بود که برای ارتش یونانی بسیار بزرگ بود و بیشتر از باختری‌های بومی، سغدی‌ها و سوارکاران دیگر تشکیل شده‌بودند. در ۲۰۸ پ.م. پولیبیوس از ۱۰ هزار اسب در جنگ هریرود نام می‌برد. ارتشهای یونانی باختری همچنین شامل واحدهایی از کاتافراکت‌های زرهی سنگین و واحدهای کوچک نخبه سواره نظام همراه بود. بازوی سوم ارتش یونانی باختری فیل‌های جنگی هند بود که در برخی سکه‌ها با مردان مسلح با کمان و نیزه در برج آن به‌تصویر کشیده شده است. این نیروها با گسترش پادشاهی باختر به هند رشد کردند و به‌طور گسترده‌ای در سکه‌های یونانی باختری به تصویر کشیده شده‌اند. واحدهای دیگر در ارتش باختریان شامل مزدوران مردم مختلف اطراف مانند سکاها، داها، هندی‌ها و اشکانیان بود.

## انقراض دولت یونانی باختری

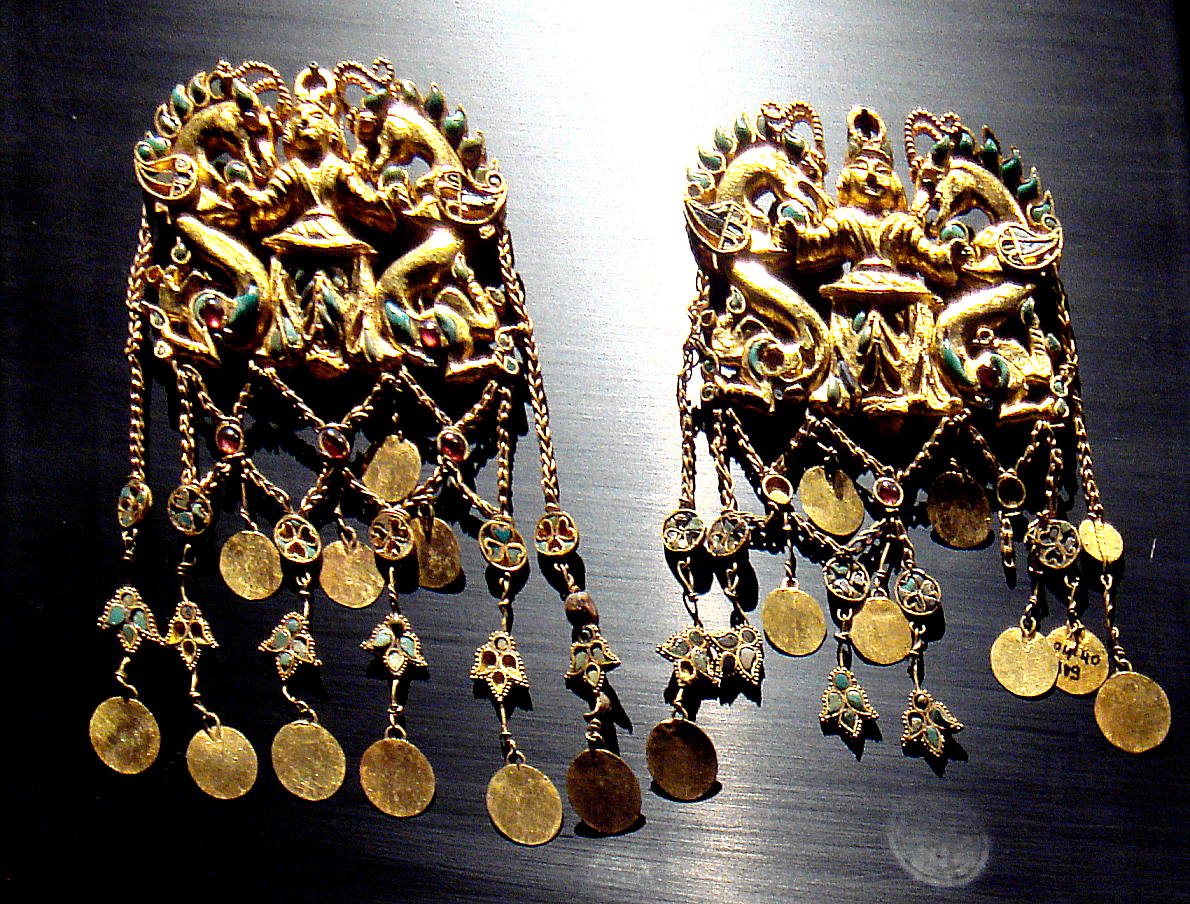
نمونه‌ای از جواهرات زرین بجای‌مانده از سکاهای باختر در طلاتپه

این احوال تا ۱۲۷ پ.م. پائید، و در این زمان سکاها زیر فشار یوئه‌چیها به باختر ریختند. جهت این نهضت، هونها بودند. آن‌ها به سر یوئه‌چی‌ها ریخته، سرزمینشان را اشغال کردند. این‌ها هم بنوبت خود به سکاها فشار آورده آن‌ها را از سرزمینشان راندند و سکاها هم چاره نداشتند، جز اینکه به‌طرف جنوب بروند؛ ولی چون ایران پارتی سدّی محکم بود، ناچار به جای اینکه به خراسان بریزند، به‌طرف باختر رفتند، و در افغانستان کنونی برقرار شدند (تقریباً ۱۲۷ ق. م) یونانی باختری‌ها هم چاره را در این دیدند که به‌طرف جنوب شرقی رفته در کابل و وادی سند محکم‌تر بنشینند. در ابتداء، در این کار بهره‌مند بودند، چنان‌که در سلطنت مناندر نامی حکمرانی آن‌ها در اینجا بسط یافت (بعد از ۱۲۶ ق. م) و دولتی تأسیس گشت که در تاریخ موسوم است به پادشاهی یونانی هندی. پایتخت آن در چاکله بود که به یونانی اِوتی‌دِمیا می‌نامیدند.
طولی نکشید که دولت هندویونانی هم تابع همان سکاها گشت و سکاها در اینجا دولتی تأسیس کردند که در تاریخ معروف به دولت هندوسکایی است. این واقعه در سلطنت جانشین مناندر، هِرمِس نامی وقوع یافت. از این زمان یونانی‌ها ضعیف گشته، بمرور تحلیل رفتند و تمدن یونانی خاموش گردید.
جنگ‌های اشکانیان و یونانی باختری‌ها در تضعیف پادشاهی باختر و انقراض آن مؤثر بود.

## روابط با هندوچین

### روابط با امپراتوری هان

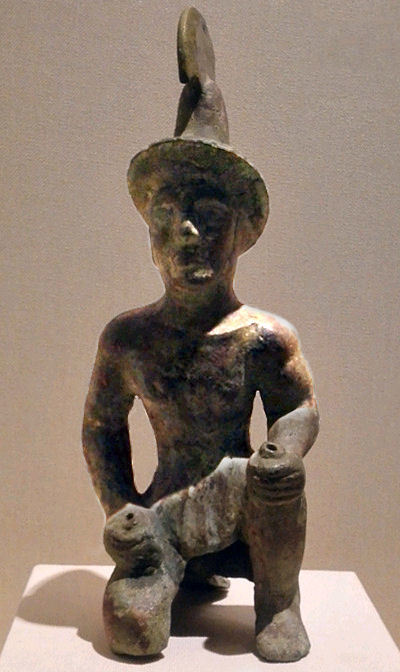
تندیس احتمالی یک سرباز یونانی، با داشتن کلاه ایمنی یونانی، از حفریات منطقه شمال تیان‌شان، موزه منطقه سین‌کیانگ، اورومقی. قرن ۳ ق. م

در شمال، آیتیدیوم همچنین بر سغدیانه و فرغانه حکمرانی می‌کرد، او پس از تسخیر اسکندریه اسخاته، لشکرکشی‌هایش را تا کاشغر و اورومچی در سین کیانگ گسترش داد که منجر به اولین تماس با چین شد، این تماس‌ها که در سال ۲۲۰ پ.م. صورت گرفت چین را به جهان وصل نمود. استرابو، مورخ یونانی می‌نویسد:
آنها (دولت یونانی باختری) امپراتوری خود را حتی تا سرس (چین) و فرنی گسترش دادند".— استرابون
پادشاهی باختر بر هنر چین نیز تأثیراتی وارد کرده است (هرت، روستوفزف). طرحهایی با گلهای رزت، خطوط هندسی، پیچ و مهره‌های شیشه‌ای، که حاکی از تأثیرات هنر مصری و یونانی است. این موارد را می‌توان در برخی از آینه‌های برنز اولیه سلسله هان یافت.
برخی‌ها حدس می‌زنند که تأثیر هنر یونانی در آثار هنری محل دفن اولین امپراتور چین شین‌شی‌هوانگ وجود دارد که قدمت آن به قرن ۳ پ.م. بازمی‌گردد، از جمله در ساخت ارتش معروف سفالین. این ایده حاکی از آن است که ممکن است در آن زمان هنرمندان یونانی برای آموزش صنعتگران محلی در ساخت مجسمه‌ها به چین آمده باشند. با این حال، این نظریه تاکنون مورد مناقشه است.
سکه‌شناسی همچنین اظهار می‌دارد که ممکن است در این تماس‌ها مبادلات تجارتی صورت گرفته باشند: یونانی باختری‌ها اولین مردمان در جهان بودند که سکه‌های مسی-نیکلی (نسبت ۷۵/۲۵) ضرب می‌زدند. این آلیاژی را فقط چینی‌ها در آن زمان می‌شناختند که با نام «مس سفید» یاد می‌شد. عمل صادرات فلزات چینی، به ویژه آهن در تجارت در آن دوره تأیید شده است.
حضور مردم چین در هند از دوران باستان نیز توسط گزارش‌های "Ciñas" در "مهابراتاً تأیید شده است. ژانگ کیان سلسله‌شناس و سفیر هان در ۱۲۶ ق. م زمانی که از باختر بازدید کرد، از حضور محصولات چینی در بازارهای باکتریا خبر داد:
"هنگامی که من در داخیا/داکسیا (باختر) بودم"، عصای بامبو از کیونگ و پارچه‌های ساخته شده استان شو (سرزمین‌های جنوب غربی چین) را دیدم. وقتی از مردم پرسیدم که چگونه چنین کالاهایی را تهیه کرده‌اند، آنها پاسخ دادند: "بازرگانان ما آنها را از بازارهای شندو (هند) خریداری می‌کنند."— ژانگ‌کیان (شیجی ۱۲۳، سیما کیان، ترجمه برتون واتسون)
هدف از سفر ژانگ کیان جستجوی تمدن‌هایی در مناطق استپی بود که امپراتور هان می‌توانست با آنها علیه جیانگژو متحد شود. پس از بازگشت، ژانگ کیان، او از سطح امنیت تمدن‌های شهری فرغانه، باختر و پارت، که علاقه‌مند به توسعه روابط تجاری با چین بودند، به هان‌وودی امپراتور چین، گزارش داد:
پسر آسمان با شنیدن همه این موارد چنین استدلال کرد: دایوان (فرغانه) و دارایی‌های داکسیا (باختر) و آنکسی (پارت) کشورهای بزرگی هستند، پر از چیزهای نادر، با جمعیتی که در خانه‌های ثابت زندگی می‌کنند، تا حدودی به محصولات مردم چین نیاز دارند و ارزش زیادی برای محصولات غنی چین قائل هستند.— هانشو، تاریخ هان سابق
پس از این ماجرا تعدادی از فرستادگان چینی به آسیای میانه فرستاده شدند تا امر توسعه جاده ابریشم را الی اواخر قرن ۲ پ.م. به پایان رسانند.

### روابط با شبه‌قاره هند (۲۵۰–۱۸۰)
امپراتور هند، چاندراگوپتا، بنیانگذار سلسله مٶریایی، با مرگ اسکندر کبیر در حدود سال ۳۲۳ ق. م، مناطق شمال غربی شبه‌قاره را فتح کرد. با این حال، ارتباطات او با همسایگان یونانی‌اش در امپراتوری سلوکی برقرار بود، پیوند خانوادگی یا به رسمیت شناختن ازدواج بین یونانی‌های و هندیان (که در منابع باستان به عنوان توافق‌نامه اپیگامیا توصیف شده است) ایجاد شد و چندین یونانی مانند مگاستن مورخ، در دادگاه موریایی‌ها اقامت داشت. متعاقباً، هر امپراتور موریا در دربار خود سفیری از یونان می‌پذیرفت.

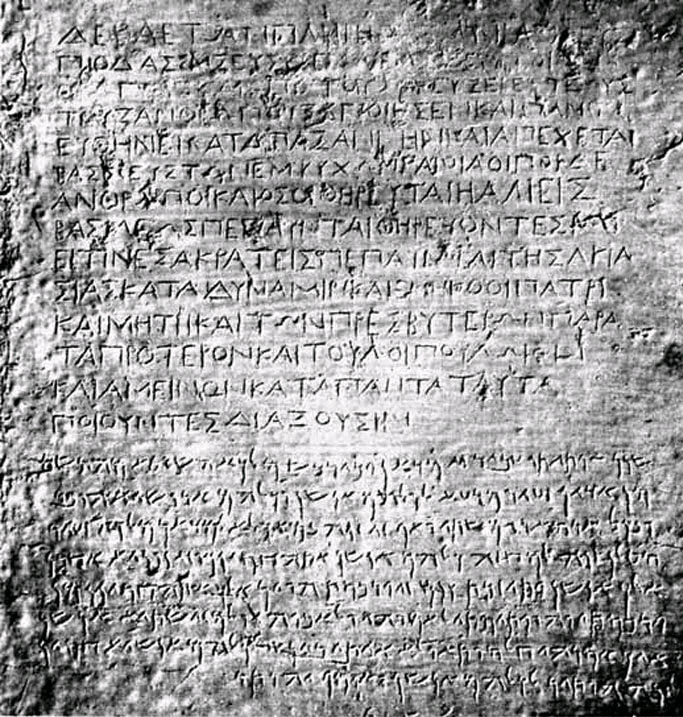
سنگ نوشته دو زبانه قندهار از آشوکا (به یونانی و آرامی)، که در قندهار پیدا شده است. ۲۵۰ پ.م. موزه کابل.

آشوکا، نوه چاندراگوپتا، به آیین بودایی گروید و تلاش‌های خود را به‌سمت جهان هند و یونانی سوق داد. طبق دستور آشوکا، کتیبه‌های فرمان‌های آشوکا، به زبان یونانی نیز باید نوشته شود، وی مأموران بودایی را به سرزمین‌های یونان در آسیا و تا مدیترانه فرستاد. این احکام از هرکدام از حاکمان جهان یونانی در آن زمان نام می‌برد.

### تأثیر هنر یونان بر هند

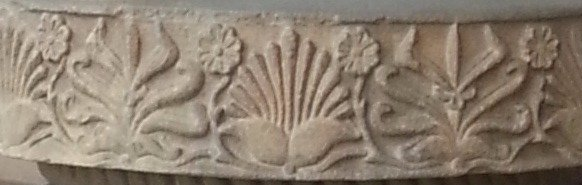
نمایش تأثیر هنر یونانی بر هندی

شهر یونانی آی‌خانم باختر، واقع در آستانه هند در تعامل با شبه‌قاره هند و داشتن فرهنگ غنی یونانی، در موقعیت بی نظیری قرار داشت که بر فرهنگ هند نیز تأثیر بگذارد. در نظر گرفته می‌شود که آی‌خانم ممکن است یکی از بازیگران اصلی در انتقال نفوذ هنر غرب به هند باشد، به عنوان مثال در ایجاد ستونهای آشوکا یا ساخت پایتخت شبه یونانی پتیاله را نشان می‌دهد، که همه آنها به‌تقلید از آی‌خانم ساخته شده‌اند.

## فرهنگ یونانی در باختر

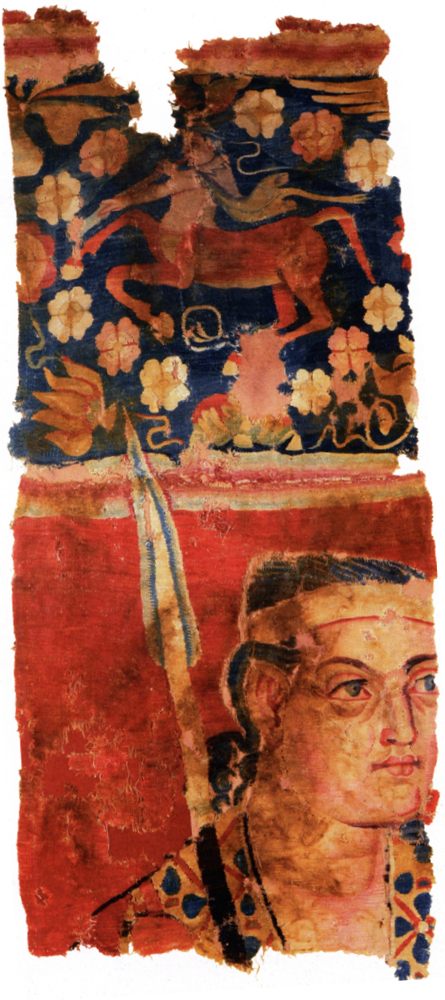
نگاره سرباز یونانی روی قالی ابریشمین، ارومچی، قرن دوم میلادی

در ابتدا چنان‌که مسکوکات یونانی نشان می‌دهد، زبان یونانی روی سکه‌ها، حتی در دولت سکائی معمول بوده ولی روی این سکه‌ها از زمان اِوکراتید غیر از زبان یونانی یک زبان دیگر هم که شعبه‌ای از زبان سانسکریتی است دیده می‌شود. خط این سکه‌ها هم به خط سامی (فینیقی) شباهت دارد (شاید خط آرامی باشد، که در آسیای غربی رواج داشت). بنابر مختصر مذکور این نتیجه حاصل می‌شود که دولت یونانی باختری ۱۵۰ سال تقریباً پائید و بعد جزء هندویونانی گردید.
زبان یونانی تا یکصد میلادی به‌کار می‌رفت، ولی بعد از آن از میان رفت و فقط خطوط یونانی بی‌معنی استعمال می‌کردند. در باب تاریخ آن اطلاعات خیلی کم بود، زیرا نویسندگان یونانی چیزهای کمی از آن گفته بودند، ولی از وقتی که کاوش‌هایی در افغانستان شده و مسکوکاتی بدست آمده، برخی مطالب روشنتر گشته، ولی باز بقدر کفایت روشن نیست و پرسش‌های زیادی بی‌جواب می‌ماند. چیزی که معلوم می‌باشد، اینست که یونانی‌ها در زمان سلطنت دمتریوس و اوکراتید فعالیت زیادی بروز دادند.
در این دوران باختر دارای هزار شهر بود، ولی این را هم باید گفت که جنگ‌های زیادی، که یونانی‌ها در شمال با سُغد و در جاهای دیگر با هریوه و زرنگ و رخج و مردمان ساحل سند نمودند، این‌ها را ضعیف کرد و در نتیجه در مقابل پارتی‌ها نتوانستند مقاومت کنند.
زبان یونانی در سکه‌های دولت هندوسکایی زمانی پس از انقراض دولت یونانی باختری معمول بود و بنابراین باید حدس زد که فرهنگ یونانی در ردیف فرهنگ هندی در اینجا مدتی دوام داشت.
دستاوردهای مهم یونانی باختری‌ها برای مردم بومی باختر عبارتند بود از آشنایی آنها با فیلسوفان یونانی، کمال هنر هیکل‌تراشی، طرح احداث دژهای نظامی، توسعه صنعت ضرابخانه و روش نوین معماری. تمام مسکوکات امپراتوری‌های که جغرافیای افغانستان کهن را دربر می‌گرفتند از پادشاهی باختر تا سلطنت خوارزمشاهیان، مسکوکاتشان در حوالی باختر و هرات ضرب می‌شد که صنعت مهم بجامانده از یونانی‌ها بود.

## نگارخانه

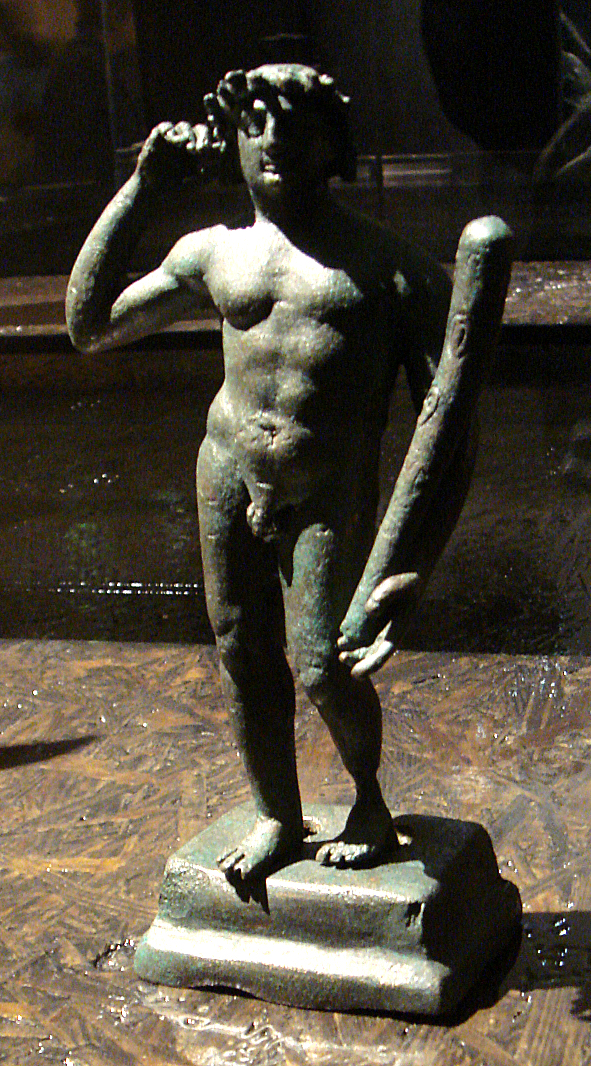
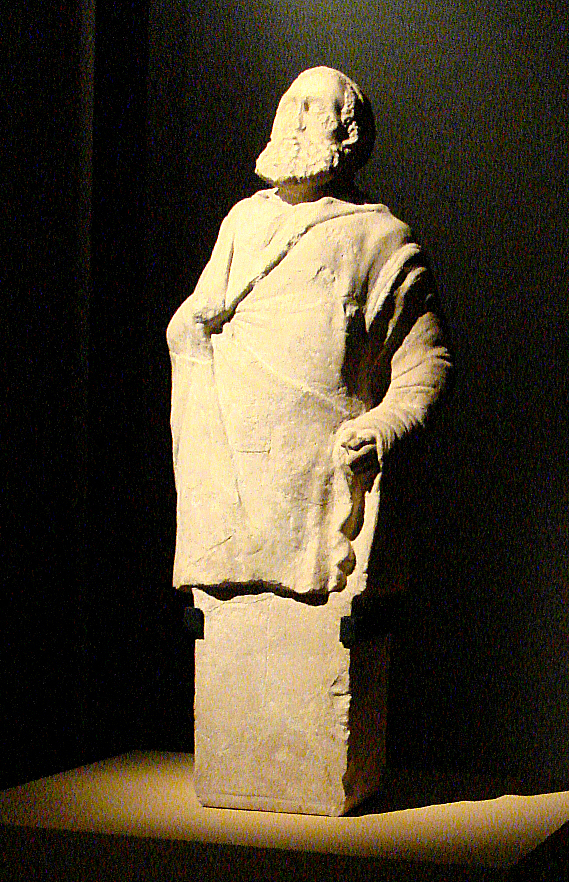
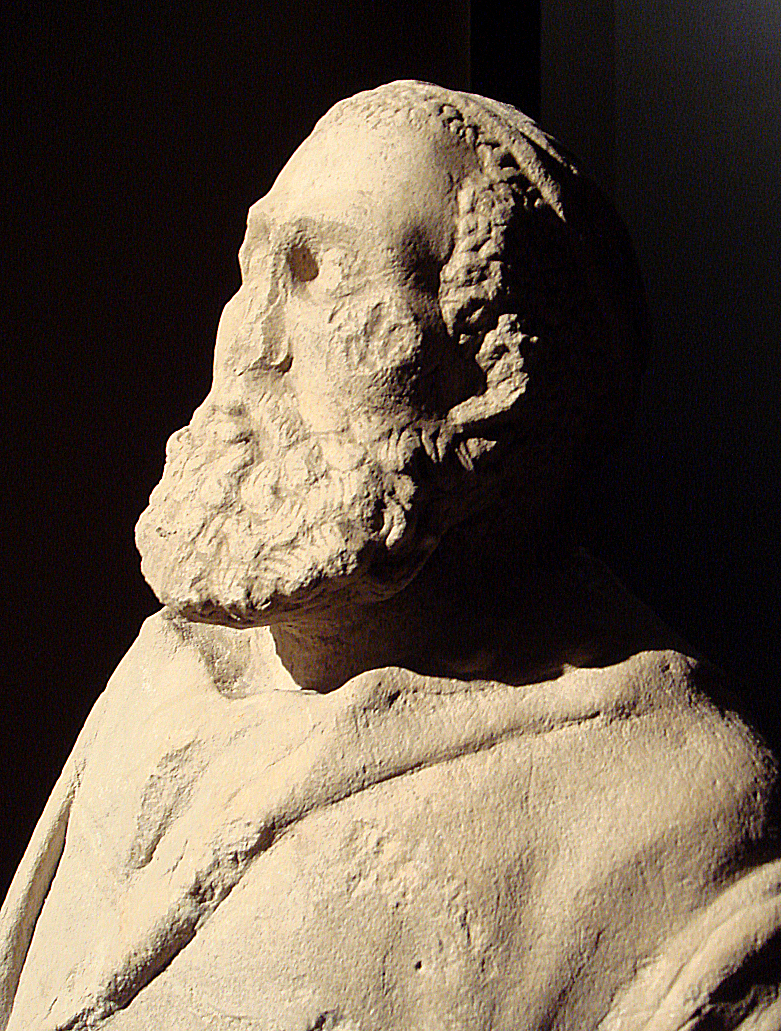
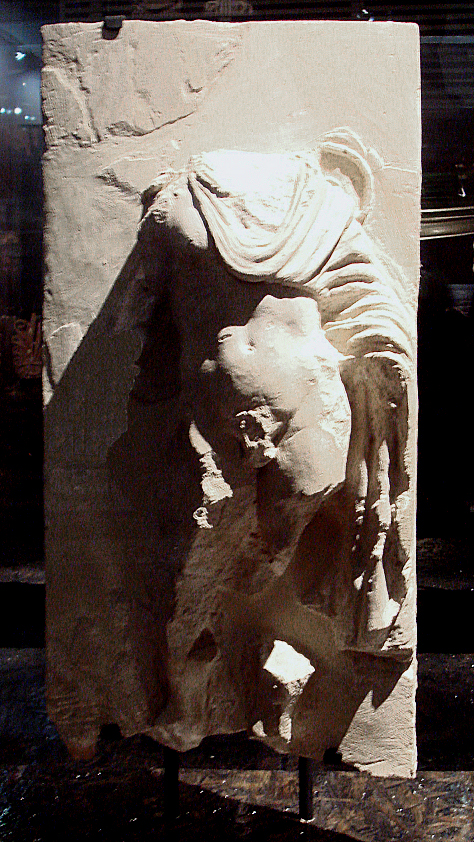
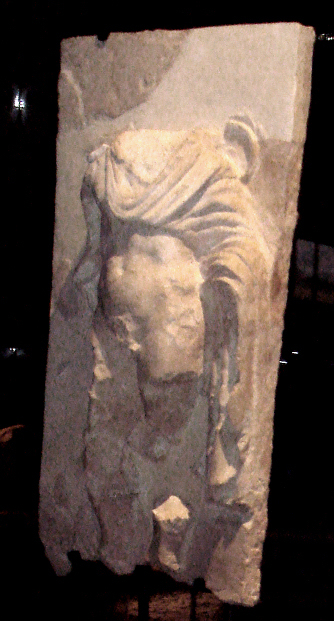
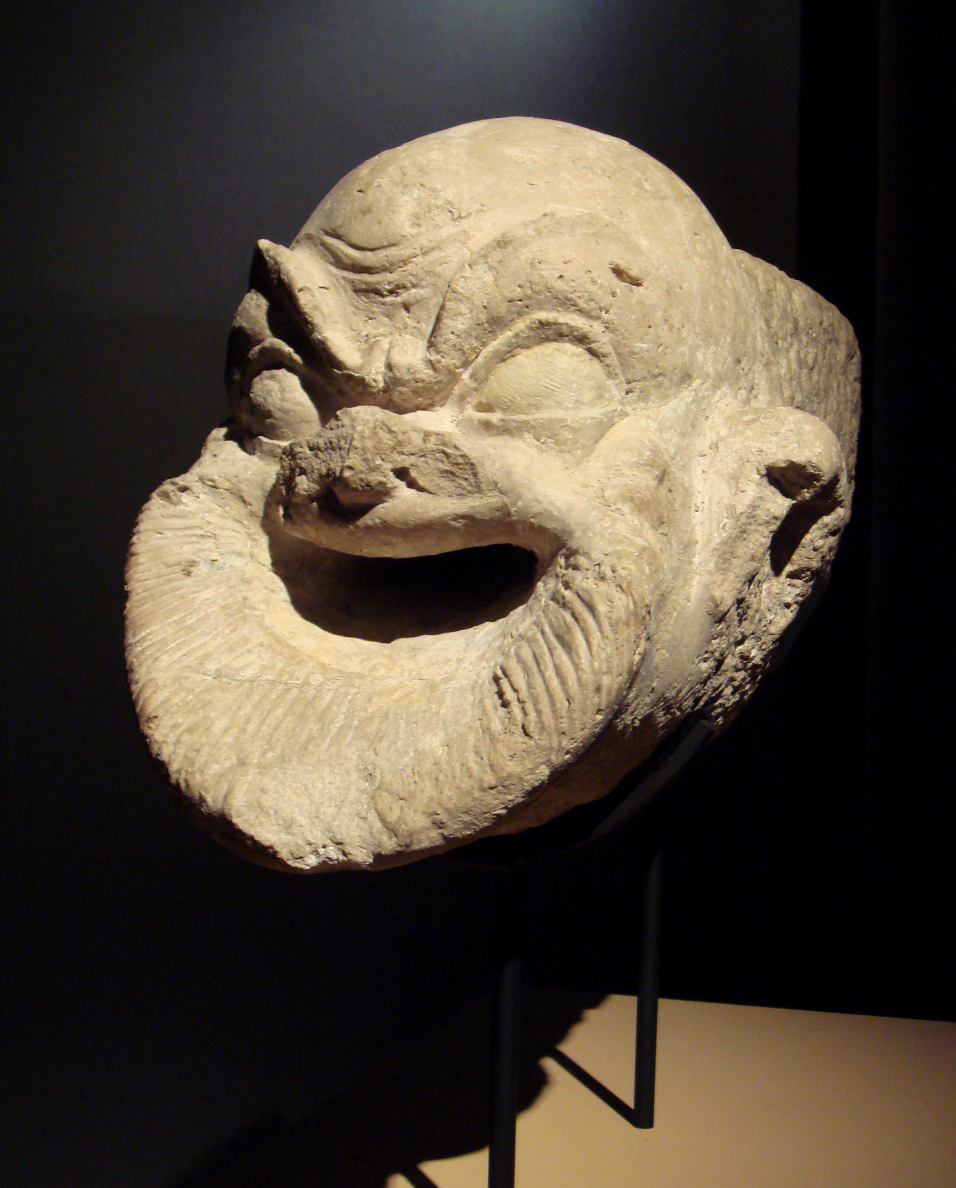
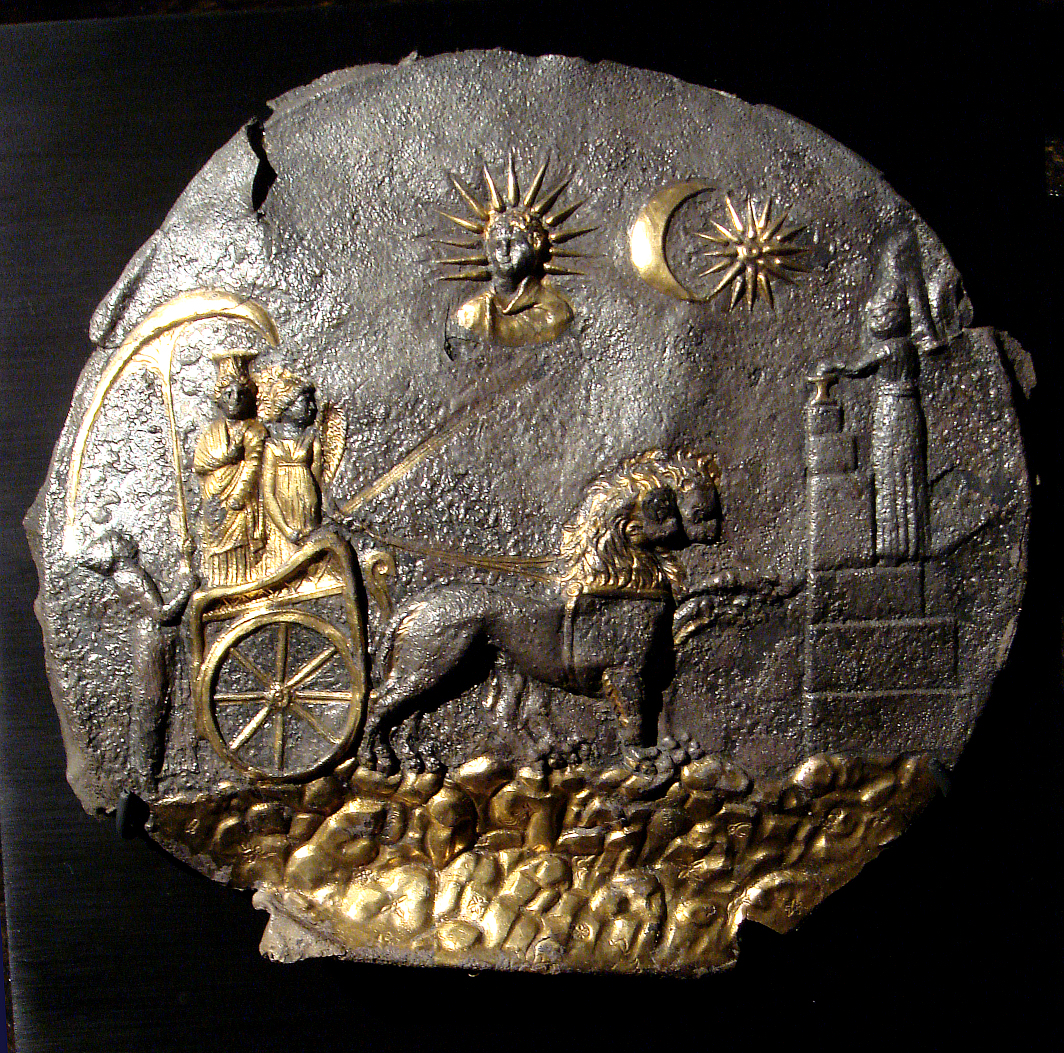